# Национален парк „Чобе“
Чобе (на английски: Chobe National Park) е национален парк, разположен в северозападна Ботсвана. Той е известен с най-голямата си концентрация на дивеч в Африка. По обхват на територията той е трети по размери в Ботсвана и първият създаден в страната национален парк.

## История на национален парк „Чобе“
Основните жители на тази област са бушмените. Те са племена от номади ловци, които постоянно се движат от едно място на друго в търсене на прехрана. Днес върху скалистите хълмове на парка могат да бъдат открити рисунки от тях. В началото на XX век в региона земята е категоризирана в различни форми на владение. По това време голяма част от района на парка бива класифицирана като земя на британската корона. Идеята за национален парк с цел да бъде защитена разнообразната природа се появява за първи път през 1931 г. В следващата година 24 000 км² земя в района са официално обявени за неловен район. Две години по-късно тази област е разширена до 31 600 км².
През 1943 в района се разпространява тежка паразитоза от сънна болест, пренасяна от мухата цеце. Тя измества фокуса от създаването на национален парк за няколко години. През 1953 г. територия от 21 000 км² е обявена от правителството за резерват. Едва през 1960 г., но със значително по-малка територия „Чобе“ е обявен за национален парк. По онова време в парка е имало няколко промишлени селища за добив и дървопреработка. Едно от тях е Серондела. Функцията на тези селища постепенно губи значение и правителствена поддръжка и до 1975 г. те затихват напълно, а зоната на парка бива изцяло освободена от човешка дейност. През 1980 г. и 1987 г. паркът е частично разширен по площ.

## Описание
Паркът е известен с високата концентрация на слонове в Африка. Тук живеят около 50 000 слона, които са част от популацията, населяваща Калахари. Броят им е сравнително постоянен вече няколко десетки години, като важно значение има и фактът, че не са засегнати от бракониери.
Условно територията на „Чобе“ може да бъде разделена на 4 части:
- Серондела – районът е разположен в крайната североизточна част на парка. Характеризира се с гъсти гори и буйни тревисти равнини. Река Чобе е негова естествена граница и е място за къпане и водопой на много биволи и слонове. По бреговете на реката живеят пчелояди. Това е и най-посещаваната част от парка поради естествената близост с град Касане и водопадите Виктория.
- Блатиста местност Савути – това е западният участък от парка. Савути представлява древно тектонично безотточно езеро. Районът е покрит с обширна савана и подвижни тревни площи, което прави природата тук особено динамична. В сухия сезон се посещава от туристи, които наблюдават брадавичести свине, антилопи куду, импали, зебри, гну и преди всичко слонове. През дъждовния сезон районът става изключително богат на птичи видове (450 вида в целия парк). Тук се срещат и хищници като лъвове, хиени, гепарди. Този район е известен с годишната си миграция на зебри и хищници.
- Блатиста местност Линянти – разположена в северозападната част на парка. Река Куандо разделя района от национален парк „Мамили“ в Намибия. Районът се характеризира с крайречни лагуни и равнини, периодично наводнявани от преливането на реките. Тук има голяма концентрация на лъвове, гепарди, различни видове антилопи и хипопотами. Птичото разнообразие тук е огромно.
- Централна част – територия, заета от тревна растителност. Вътрешността на парка е гореща и суха и се обитава от множество антилопи кана.